# Katiaiani

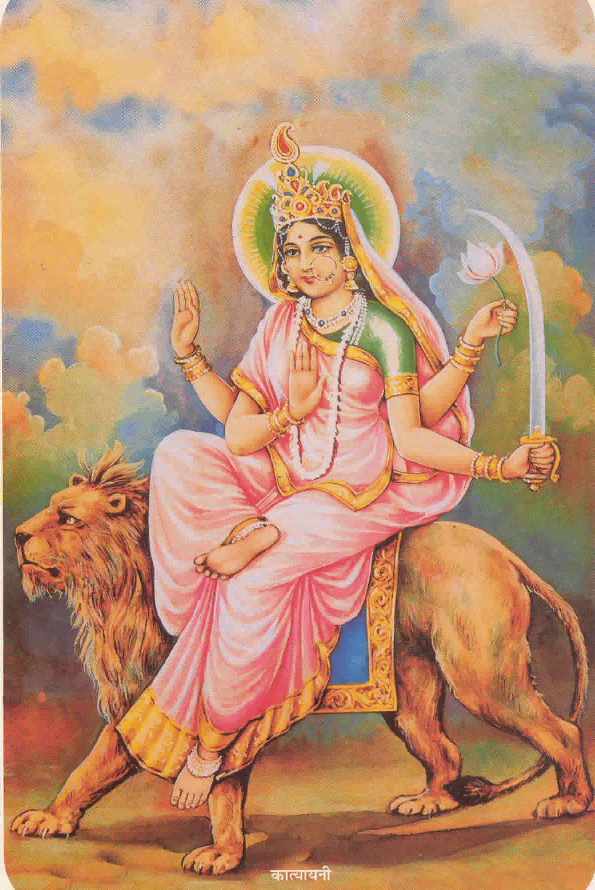
Pintura de la diosa Katyayani Navadurga Mata (la madre Katiaiani, de las nueve Durgas).

Katiaiani (Afganistán o Pakistán, mediados del II milenio a. C.) fue una poetisa y religiosa védica, autora de varios himnos del Rig-veda (el texto más antiguo de la India, de mediados del II milenio a. C.). Era hija de Katiaiana Rishi, hijo del sabio Kati, quien era hijo de Vishwamitra.
Más tarde fue convertida en diosa.
Entre las Navadurga (las nueve diosas Durga) es la sexta diosa, y se adora en el sexto día del festival anual Navaratri.

## Nombre sánscrito y etimología

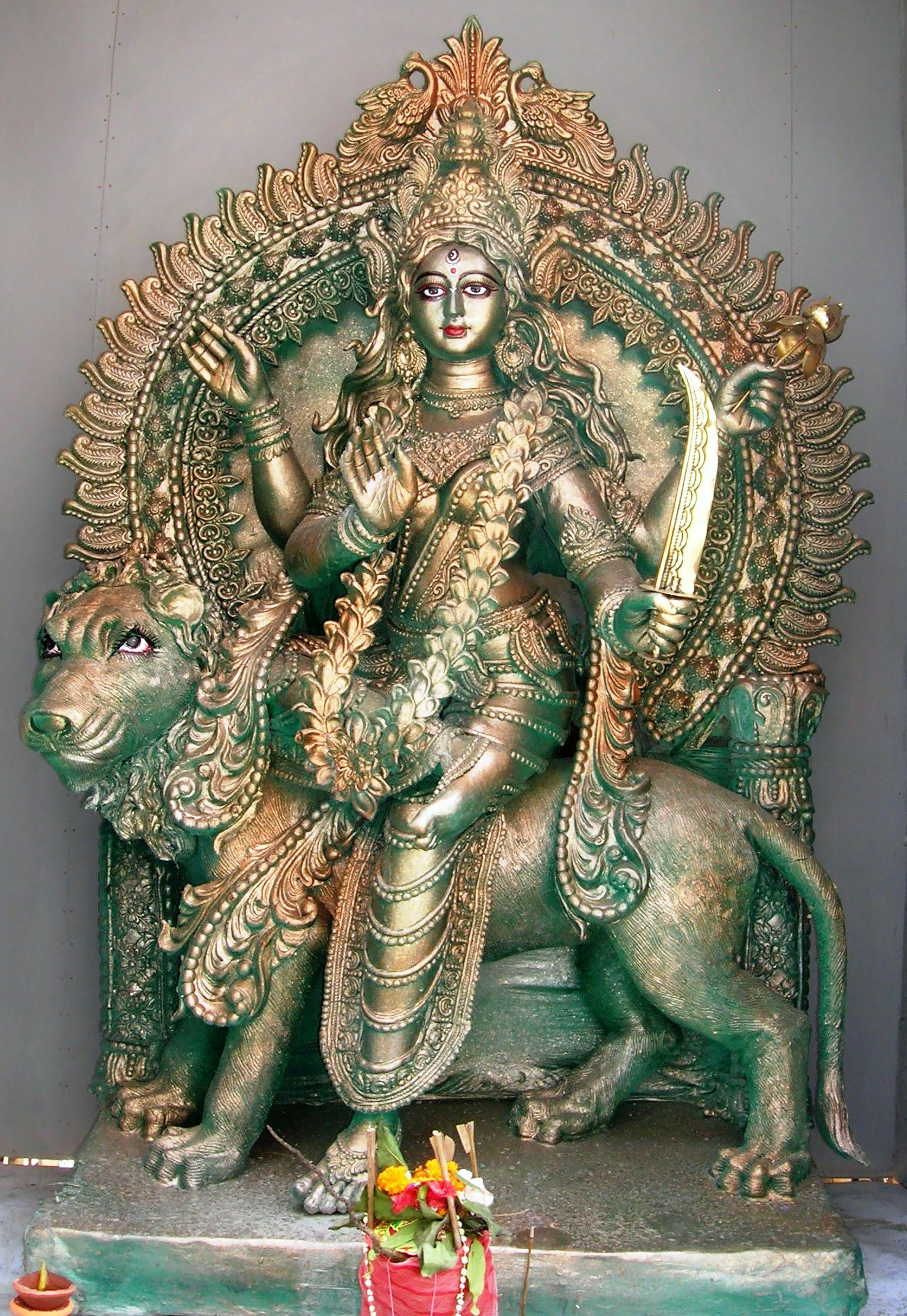
Ídolo de la diosa Devi Katyayani, en el templo Sanghasri, situado en el distrito Kalighat de la ciudad de Calcuta, 2010.

- kātyāyanī, en el sistema AITS (alfabeto internacional para la transliteración del sánscrito).[4]
- कात्यायनी, en escritura devanagari del sánscrito.[4]
- Pronunciación:
  - [kaatiaaiaRí] en sánscrito[4] o bien
  - [katiaiáni] en varios idiomas modernos de la India (como el bengalí, el hindí, el maratí o el palí).
- Etimología:[4]
  - kātyāyanī (femenino): ‘relacionada con Kātyāyana’.
    - kātyāyana (masculino): ‘relacionado con (o descendiente de) de Kati’.
      - kati: ‘¿cuánto?’; por ejemplo:

kati devāḥ: ‘cuántos dioses?
kati vyāpādayati kati vā tāḍayati: ‘a algunos él los mata, y a varios él golpea’.
En el sentido de ‘varios’ o ‘algunos’, kati generalmente es seguido por chid o api (por ejemplo, katichid ahāni, ‘por varios días’ o ‘por algunos días’).

### Acepciones según el diccionario de Monier Williams
- Kātyāyanī́: nombre de una de las dos esposas del sabio Iagñavalkia; según el Shatapatha-bráhmana;[4]
- Kātyāyanī́: nombre de una pravráyika (‘ermitaña’, también llamada pravrājaka-strī: ‘ermitaño mujer’); según el Katha-sarit-ságara;[4]
- Kātyāyanī́: nombre de la diosa Durga; según el Jari-vamsa, el Lalita-vistara, y el Prabodha-chandrodaia;[4]
- Kātyāyanī́: nombre de una viuda de edad media que se viste con ropas de color rojo; según lexicógrafos (tales como Amara Simja, Jalaiuda, Jema Chandra, etc.).[4]

## Historia
En el Rig-veda (el texto más antiguo de la India, de mediados del II milenio a. C.) Katiaiani era una autora de himnos: no era una diosa.
Recién es mencionada por primera vez como diosa en el Taittiriya-araniaka (una sección del Iayur-veda negro (de finales del II milenio a. C. o principios del I milenio a. C.).
En el shaktismo se asocia con las formas feroces de Shakti o Durga, una diosa guerrera, que también incluye Bhadrakali y a Chándika.
Tradicionalmente se la asocia con el color rojo, al igual que la diosa Durga ―la forma primordial de la diosa Shakti―.
En el siglo II a. C., Patanshali menciona este hecho en su libro Mahabhashia, acerca del lexicógrafo Panini.
En el Amara-kosha (un diccionario tesauro en sánscrito escrito a fines del siglo IV d. C.) aparece Katiaiani como el segundo nombre de la diosa Parvati: «Uma, Katyayani, Gauri, Kali, Jaimavati, Íshwari».
Entre las Navadurga (las nueve diosas Durga) es la sexta diosa, y se adora en el sexto día del festival anual Navaratri.
Durante un período de tiempo, Katiaiani también apareció en textos budistas y yainistas.
El Skanda-purana (posiblemente del siglo II a. C.) menciona que la diosa Katiaiani fue creada espontáneamente a partir de la ira de los dioses. La diosa mató al demonio Majishasura, montada en un león que le regaló la diosa Gauri. Esta ocasión se celebra en la mayor parte de la India durante el festival anual Durga Puya.

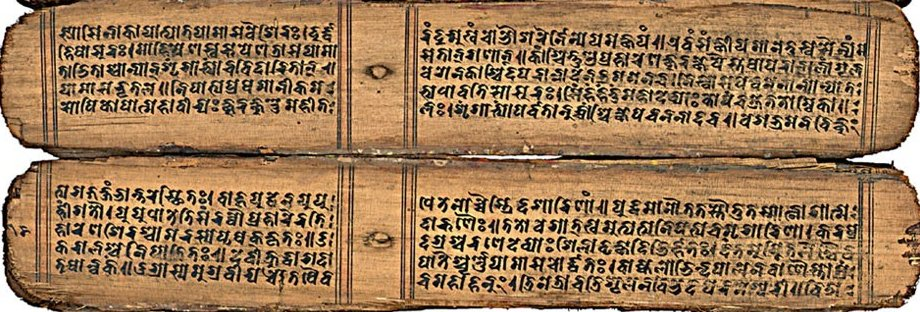
El texto Devi-majatmia en letra devanagari, el texto central de shaktismo, escrito en el siglo XI.

Sus hazañas se describen en el Devi-bhágavata-purana
y en el Devi-majatmia (un agregado del siglo XI d. C. al antiguo Markandeia-purana, que se atribuye al mítico sabio Markandeia, y que puede haber sido escrito hacia el siglo V a. C.).
En el texto tántrico Kalika-purana (del siglo X d. C.), menciona que la región de Uddiyana u Odradesa (la actual Odisha) es el asiento de la diosa Katiaiani y del dios Yaganat.
En las tradiciones hindúes como el yoga y el tantra, se le dedica a Katiaiani el chakra agña (el tercer ojo, en medio de la frente), y sus bendiciones se invocan mediante la concentración en ese punto.

## Mitología
Según las leyendas antiguas, Katiaiani era bisnieta del sabio Vishwamitra, ya que nació como hija de Katiaiana Rishi, quien era hijo del sabio Kati, quien a su vez era hijo de Vishuamitra.
En el Kalika-purana, en cambio, dice que el rishi Katiaiana fue el primero en adorar a una nueva diosa desconocida, que él llamó Katiaiani (‘relacionada con Katiaiana’ o ‘hija de Katiaiana’). No menciona que Katiaiana no fue una mera creación de Katiaiana sino que fue una rishi (‘sabio’) autora de himnos del Rig-veda, el basamento de todos los textos hinduistas.
Más tarde se la empezó a considerar un avatar de Durga, y como tal es adorada en el sexto día del festival de Navaratri.
El Vamana-purana menciona la leyenda de su creación en gran detalle:

Cuando los dioses buscaron al dios Visnú llenos de angustia, él ―y bajo su orden Shiva, Brahmá y los demás dioses, emitieron llamas a través de los ojos y formaron una montaña de refulgencia, a partir de la cual se puso de manifiesto Katiaiani, refulgente como mil soles, que tiene el pelo negro, tres ojos y dieciocho brazos.
Shiva le prestó su tridente,

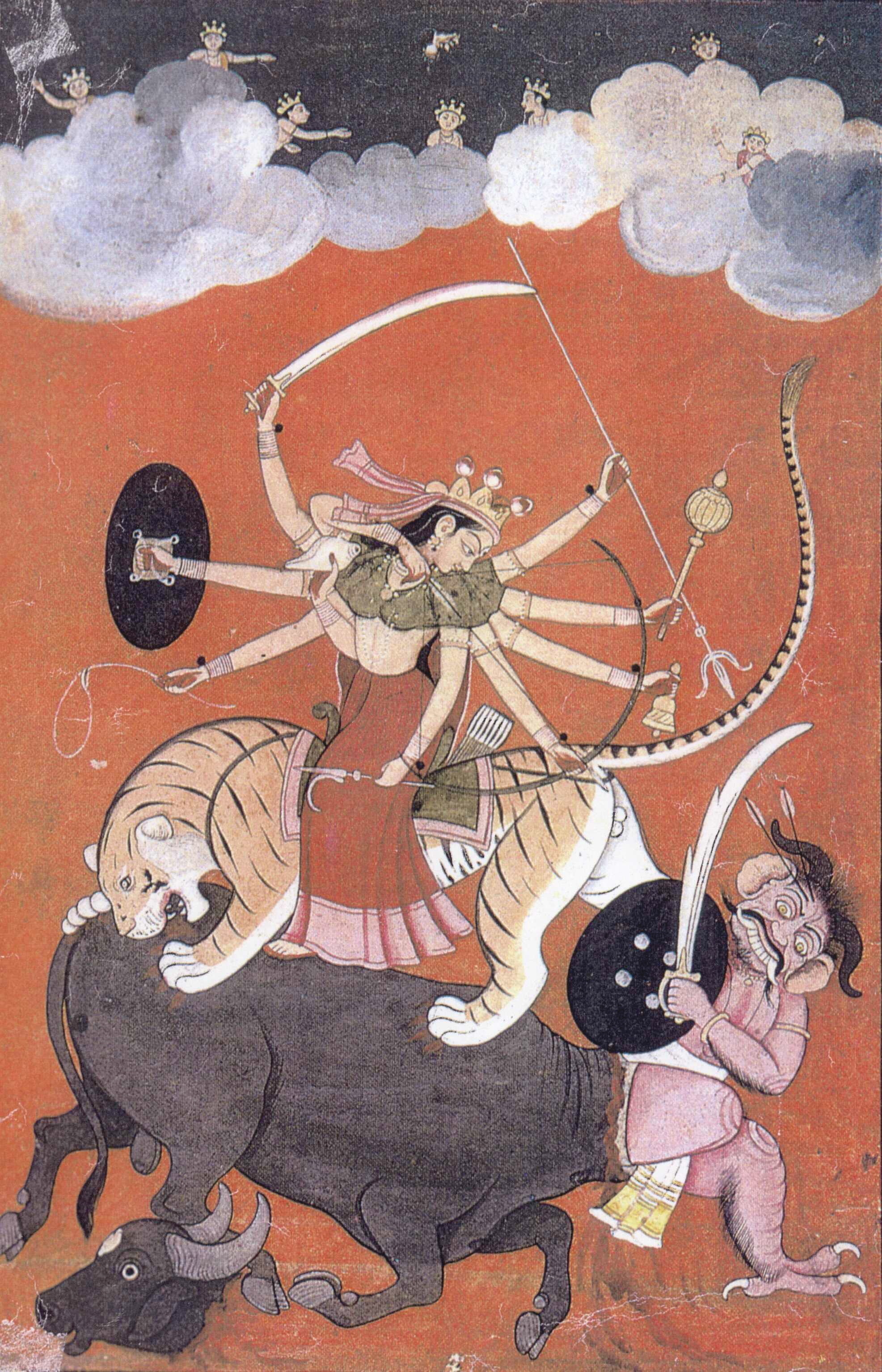
Katiaiani, conocida como Majisha Asura Mardini (Mahiṣāsuramardinī, la que mató al demonio Búfalo).

Visnú su súdarshan chakra (anillo ninja),
Agni un dardo,
Vaiu un arco,
Suria un carcaj lleno de flechas,
Kubera una maza,
Brahmá un rosario y un pote de cobre para agua,
Kala un escudo y una espada,
Visvakarma un hacha de guerra y otras armas,
Indra su rayo, y
Varuna la concha (shankha).
Así armada y adorada por los dioses, Katiaiani procedió a las colinas de Mysore. Allí, los asuras la vieron, y cautivados por su belleza la describieron a Majishasura, su rey, que se volvió ansioso de tenerla. Ella apareció montada en su león. El rey le pidió su mano, pero ella respondió que debía ganarla en una lucha. Se enfrascaron en una larga batalla. Finalmente Katiaiani bajó de su león, y saltó sobre la espalda de Majisha, que había adoptado la forma de un búfalo, y con sus delicados pies le pateó tanto la cabeza que lo hizo caer al suelo sin sentido. Cuando lo tuvo desarmado y desmayado, Katiaiani le cortó la cabeza con su espada. Desde entonces fue llamada Majishasura Mardini (la que mató al demonio búfalo).

Esta leyenda, con pocos cambios, aparece también en el Varaja-purana, y en el texto clásico del shaktismo, el Devi-bhágavata-purana.
En el texto Karvir-majatmia, Katiaiani acompañó a la diosa Amba (Maja-Laksmi) hasta la villa de Karvir (la actual ciudad de Kolhapur) y peleó contra el demonio Kolhasur. Raktabish (‘gota roja’), un compañero de Kolhasur, poseía un poder mental (siddhi) que hacía que cada gota de su sangre que se derramara en tierra se convertía en un poderoso demonio. Debido a este poder, Bhairava no podía matar a Raktabish. Katiaiani entonces abrazó a Raktabish, lo mordió y le chupó toda la sangre sin dejar que cayera ni una gota en la tierra. Después de que Raktabish murió, Katiaiani después creó un amrita-kunda (‘estanque de néctar de la inmortalidad’) para resucitar a todos los soldados de Bhairava, que desempeñaron un papel crucial en la guerra. Finalmente Amba pudo matar al demonio Koljasur. Esta leyenda se conmemora en un templo dedicado a Katiaiani en el sur de la ciudad de Kolhapur.
De acuerdo con el tantra, ella se revela a través de la cara norte, que es una de las seis caras del dios Shiva. Esta cara es de color azul, con tres ojos, y también revela los ritos y mantras de
- Devi,
- Dakshinakalika,
- Mahakali,
- Guhyakah,
- Smashanakalika,
- Bhadrakali,
- Ekajata,
- Ugratara (la feroz Tara),
- Taritni,
- Chhinnamasta,
- Nilasarasvati (Saraswati azul),
- Durga,
- Jayadurga,
- Navadurga,
- Vashuli,
- Dhumavati,
- Vishalakshi,
- Gauri,
- Bagalamukhi,
- Pratyangira,
- Matangi,
- Mahishasuramardini.

En otra parte de la historia, Katiaiani y Maitreyi se mencionan como esposas del sabio Iagñavalkia, de la India védica (entre el siglo XV y el VII a. C.), a quien se le atribuye la autoría del Shatapatha-bráhmana.

## Adoración
En el Bhagwat-purana (canto 10, capítulo 22) se describe la leyenda del katiaiani-vrata (el voto o promesa a la diosa Katiaiani), en que todas las mujeres gopis (pastoras de vacas) casadas con los pastores de vacas de la aldea de Gokula, en Vraja (140 km al sur de Nueva Delhi), tomaron un vrata (voto o promesa) de adorar diariamente a la diosa Katiaiani durante todo el mes de margasirsa (el primer mes del invierno), para obtener al adolescente pastor Krisna como su marido o amante. Durante ese mes, solo comieron khichri (arroz blanco hervido con verduras) sin condimentos, y después de bañarse en el río Iamuna al amanecer, hacían una muñeca de la diosa con la arcilla de la orilla del río, y adoraban al ídolo con sustancias aromáticas como pasta de sándalo, y con lámparas de algodón empapado en ghi (mantequilla clarificada), frutas, nueces de betel, hojas tiernas, guirnaldas de flores e incienso. Esta escena dio lugar al episodio en que Krishna les robó la ropa mientras se bañaban en el río Iamuna.

Durante el mes de Mārgaśīrṣa, todos los días temprano en la mañana las jóvenes gopis hijas de los pastores se tomaban de las manos y, cantando las cualidades trascendentales de Krisna, iban al Yamunā a bañarse. Con el deseo de obtener a Krisna como su marido, adoraban entonces a la diosa Kātyāyanī con incienso, flores y otros artículos.

se dice que Kanya Kumari Devi, la diosa adolescente virgen del extremo sur de la India, es un avatar de Katiaiani Devi. Ella es la diosa de las penitencias y de los saniasis (mendigos religiosos). Durante el Pongal ―un festival de la cosecha―, que coincide con el Makara Sankranthi, y se celebra en Tamil Nadu, las niñas prepúberes oran por la lluvia y la prosperidad y durante todo el mes, evitan tomar leche o cualquier producto lácteo. Las mujeres se bañan temprano en la madrugada, y adoran al ídolo de la diosa Katiaiani, tallado en la arena mojada. La penitencia termina en el primer día del mes de thai (enero-febrero) en el calendario tamil.

## Templos

Templo de la diosa Kathyayini en Mangalore.

- Sri Katyayani Pitha Temple, Vrindavan (estado de Uttar Pradesh).[18]
- Shri Katyayani Baneshwar Temple, en la villa de Aversa (estado de Karnataka), construido en el 1510; sus ídolos originales fueron traídos desde Goa para protegerlos durante la invasión portuguesa.[19]
- Chhatarpur Temple, en la ciudad de Delhi, construido en 1974.
- Sri Kartyayani Temple, en Cherthala, Alappuzha (estado de Kerala).
- Sri Katyayani Temple, Kolhapur (estado de Maharastra).[20]
- Sri Kathyayini Amman Temple, en la ciudad de Marathurai, Thanjavur, distrito Tanjore (estado de Tamil Nadu).[21][22]
- Sri Katyayani Shakthipitha Adhar Devi, templo de Arbuda Devi, mount Abu, cordillera Aravali (estado de Rayastán).[23][24]